# عبد اللطيف حسين حيدر الحكيمي
عبد اللطيف حسين حيدر الحَكِيمي هو سياسي يمني، كان قد عيّن وزيراً لوزارة التربية والتعليم في حكومة خالد بحاح بتاريخ 7 نوفمبر 2014م  وظل في منصبه حتى قدمت حكومة خالد بحاح استقالتها في 22 يناير 2015م، بعد انقلاب اليمن 2014م الذي قام به الحوثيون.